# توماس القسيس
توما القسيس أو توماس القسيس (توفي عام 640) هو كاهن سرياني أرثوذكسي من جوار رأس العين في بلاد ما بين النهرين العليا، وهو الذي كتب السجل السرياني لعام 640، والذي يُعرف أيضًا بأسماء أخرى كثيرة.
تُعد سجلات عام 640 تاريخًا عالميًا فريدًا من نوعه حتى عام 640م. لم يبق منه إلا مخطوطة واحدة موجودة الآن في مكتبة بريطانيا، إضافة المخطوطة 14،643. نُسِخت هذه المخطوطة في عام 724، وأضاف الناسخ صفحة واحدة من النص إلى النهاية، تحتوي على قائمة الخلفاء المترجمة من اللغة العربية. على الرغم من أنه اعُتبره جزءًا لا يتجزأ من النص، إلا أن الناسخ قام بوضوح بتمييز إضافته من خلال وضعها قبلها بكلمة "انتهى" للإشارة إلى نهاية العمل الذي كان ينسخه.
يحدد روبرت هويلاند سبعة أجزاء من السجل الأصلي لعام 640:
1. رسالة جغرافية غير مكتملة
2. سلسلة الأنساب من آدم إلى أبناء يعقوب
3. جدول للحكام الوثنيين من إبراهيم إلى قسطنطين الأول مع الأحداث الرئيسية في حكمهم، وعلى حد تعبير توماس، "سرد يوضح كيف خضعوا للرومان".
4. جدول زمني من إبراهيم ونينوس إلى قسطنطين يلخص تاريخ يوسابيوس القيصري
5. استمرار يوسابيوس حتى السنة الثلاثين من حكم الإمبراطور هرقل، أي 640
6. "تفسير ثلاثيني للسنوات" مع ملاحظات لاهوتية وتاريخية عشوائية على ما يبدو
7. قائمة بالمجامع المسكونية مع التواريخ والحكام، بما في ذلك إدانة مجمع خلقيدونية

تقدم هذه الكتابات رواية شاهد عيان للفتح الإسلامي في منتصف القرن السابع (القرن العاشر وفقًا للترقيم السنوي السلوقي ):
في سنة 634، التقويم السابع، يوم الجمعة 4 فبراير، في الساعة التاسعة، وقعت معركة بين الرومان وأتباع محمد في فلسطين على بعد اثني عشر ميلاً شرق غزة. فرَّ الرومان، تاركين وراءهم الأرستقراطي بريندن، الذي قتله العرب. لقد قُتل هناك حوالي 4000 من سكان القرى الفقيرة في فلسطين، من المسيحيين واليهود والسامريين. لقد اجتاح العرب المنطقة بأكملها.
وفي سنة 947، الشهر 9، غزا العرب كل سوريا ونزلوا إلى بلاد فارس فاحتلوها. وصعد العرب إلى جبل ماردين وقتلوا هناك عدداً كبيراً من الرهبان في [أديرة] قيدار وبناتا. هناك مات الرجل المبارك سمعان بواب قيدار، شقيق توما الكاهن.